# Кибинці
Кибинці́ — село в Україні, у Миргородській міській громаді Миргородського району Полтавської області. Населення становить 1332 осіб. До 2020 року орган місцевого самоврядування — Кибинська сільська рада.

## Географія
Село Кибинці розташоване за 123 км від обласного центру та 15 км від відомого міста-курорту Миргород, між річками Хорол та Лихобабівка (~4-5 км). Селом тече річка Харпачка, існує два мальовнича става, де масово збираються місцеві рибалки. Поруч пролягають автошлях регіонального значення Р42 та залізниця, станція Кибинці.

## Символіка
Затверджена 3 березня 2017 року рішенням XVI сесії сільської ради VII скликання. Автори — В. М. Джунь, О. Маскевич.

### Герб
Щит перетятий, у верхньому золотому полі червоний розширений хрест, який супроводжується обабіч зеленими гілочками калини з червоними ягодами, у нижньому зеленому — золота ліра. Щит вписаний у золотий картуш та увінчаний золотою сільською короною. На зеленій девізній стрічці, підбитій золотом, золотий напис «КИБИНЦІ».
Малиновий козацький хрест символізує перших поселенців, які входили до складу Першої Миргородської сотні Миргородського полку. Калина — символ Батьківщини. Ліра — емблема творчого натхнення, поезії, мистецтва та освіти — нагадує, що село Кибинці було одним з центрів української культури першої чверті XIX ст., коли тут розташовувався маєток Трощинського (домашній театр, оркестр, бібліотека), а також талант української письменниці із роду кибинських козаків Марії Проскурівни (1863—1945).

### Прапор
Прямокутне полотнище з співвідношенням сторін 2:3 складається з двох рівновеликих горизонтальних смуг — жовтої, на якій у центрі малиновий розширений хрест висотою 1/4 ширини прапора, обабіч якого зелені гілочки калини з червоними ягодами, та зеленої, на якій у центрі жовта ліра висотою 2/5 ширини прапора.

## Історія
Село засновано на території Миргородського полку Гетьманщини. Вперше згадується за часів Гетьмана Івана Мазепи 1688 року, як власність Миргородського протопопа Леонтія Филипповича.
У XVIII столітті входило до складу Першої Миргородської сотні Миргородського полку, налічувалося 1729—133 подвір'їв. 1746 року село належало значковому товаришу Миргородського полку Осипову. 1770 у село було кілька власників: бунчуковий товариш Максим Соханський (60 хат), возний Хорольської сотні значковий товариш Сидір Вишневський (8 хат), Миргородський сотенний отаман Григорій Омнов з братами Федором і Василем (62 хати). На момент ліквідації Гетьманщини в селі налічувалось 220 хат, а також поштова станція.
1788 року Максим Соханський продав маєток у Кибинцях Дмитру Трощинському, представнику гадяцької полкової старшини, який тривалий час жив у Кибинцях (1806—1814, 1817—1829). Далекий родич Миколи Гоголя — по матері. Батько Гоголя — Василь Гоголь — працював управителем маєтків Трощинського.
Маєток Трощинського у Кибинці вважався одним з осередків української культури першої чверті XIX століття («малоросійські Афіни»). Тут діяв домашній театр, у спектаклях брали участь батько і мати Гоголя, оркестр, була бібліотека, яку створив І. Мартос, колекції творів. У селі Кибинці часто бував письменник Василь Капніст, громадський діяч Іван Муравйов (Муравйов-Апостол),
1867 року в селі працювало початкове народне училище.
Після реформи 1861 року панську садибу, разом з економією і горілчаним заводом, придбав поміщик Шишкін, який у свою чергу продав її поміщикам Вульфертам. 1904 створено сільсько-господарське товариство. На початку XX століття вже існували свиноферми, вальцьовий млин, 2 цегельні, горілчаний завод з річним виробництвом спирту на суму близько 10 тис. крб.
У роки Другої світової війни село втратило 501 людину, більшість з яких страчено сталінським режимом через примусове форсування Дніпра восени 1943 року (Чорнопіджачники). Німці спалили бригадні двори, ферми, аптеки, понад 20 сільських хат.
1946 року радянська влада вдалася до чергового терору голодом, ліквідовуючи базу для антисталінського партизанського руху.
12 червня 2020 року, відповідно до розпорядження Кабінету Міністрів України № 721-р «Про визначення адміністративних центрів та затвердження територій територіальних громад Полтавської області», Кибинська сільська рада об'єднана з Миргородською міською громадою.

## Населення

### Мова
Розподіл населення за рідною мовою за даними перепису 2001 року:
| Мова       | Відсоток |
| ---------- | -------- |
| українська | 97,75%   |
| російська  | 2,25%    |

## Об'єкти соціальної сфери
- Середня загальноосвітня школа.
- Будинок культури.

## Відомі особи
- Кривченко Георгій Олексійович (1883 — 1960) — український економіст, економіко-географ, доктор політичної економії, професор Київського національного університету імені Тараса Шевченка.
- Литвиненко Михайло Семенович — український православний регент, Заслужений діяч мистецтв України (нар. 1 квітня 1927).
- Семенко Михайль Васильович — поет, основоположник і теоретик українського футуризму (також відомого як панфутуризм), невтомний організатор футуристичних угруповань, редактор багатьох видань.
- Трощинський Дмитро Прокопович (1749—1829) — український аристократ козацького стану, державний діяч Російської імперії. Меценат української культури. У своєму маєтку в Кибинцях Дмитро Трощинський організував театр, велику бібліотеку колекції картин, зброї, монет й зберігав такі унікальні речі, як бюрко королеви Марії-Антуанетти[3].